# 도쿄 6대학
도쿄 6대학(일본어: 東京六大学, とうきょうろくだいがく 도쿄로쿠다이가쿠[*])은 일본 도쿄 6대학 야구 연맹 소속 6개 대학을 일컫는 말이다. 도쿄 6대학 야구 연맹 결성을 계기로 대학간 야구 경기 외에도 다양한 경기나 예술, 문화 관련 교류 및 대회를 진행하고 있다.

## 구성 대학
- 와세다 대학
- 게이오기주쿠 대학
- 메이지 대학
- 호세이 대학
- 릿쿄 대학
- 도쿄 대학

## 6대학 연맹
야구 외에 연맹을 결성하여, 대학간 협력을 통해 대학 및 학생들이 교류 활동을 하는 연맹이다.
- 도쿄 6대학 야구 연맹
- 도쿄 6대학 응원단 연맹
- 도쿄 6대학 연식야구 연맹
- 도쿄 6대학 준경식야구 연맹
- 도쿄 6대학 소프트 테니스 연맹
- 도쿄 6대학 합창 연맹
- 도쿄 6대학 학원제 연맹
- 도쿄 6대학 오케스트라 연맹

## 6대학 대회
대학간 연맹은 없지만, 대학, 학생, 졸업생이 교류하는 대회이다.

### 공식 대회
- 도쿄 6대학 수영 대항전
- 도쿄 6대학 육상 경기 대회
- 도쿄 6대학 자전거 경기 대회
- 도쿄 6대학 글라이더 경기회
- 도쿄 6대학 경기 댄스 선수권 대회
- 도쿄 6대학 농구 리그전
- 도쿄 6대학 여자 농구 대항전
- 도쿄 6대학 레슬링 챔피언십
- 도쿄 6대학 자전거 경기 팀 로드 레이스 대회
- 도쿄 6대학 마술 대회
- 도쿄 6대학 가라테 대회
- 도쿄 6대학 사격 경기회
- 도쿄 6대학 요트 정기전
- 도쿄 6대학 라크로스 교류전
- 도쿄 6대학 양궁 정기전
- 도쿄 6대학 배구 교류전

### 자주 대회
각 대학의 학생 및 단체가 자주적으로 실시하고 있는 대회이다.
- 도쿄 6대학 변론 대회
- 도쿄 6대학 마작 리그
- 도쿄 6대학 사진전

### 졸업생 대회
도쿄 6대학 졸업생들이 실시하고 있는 대회이다.
- 도쿄 6대학 요트 OB전
- 도쿄 6대학 OB 친목 골프 대회
- 도쿄 6대학 OB, OG 배드민턴 교류 대회
- 도쿄 6대학 OB 리그전 (볼링)

## 같이 보기
- 도쿄 6대학 야구 연맹
- 소케이
- MARCH
- 간칸도리쓰
- 슈퍼 글로벌 대학